# Biblioteca del Kunsthistorisches Institut in Florenz

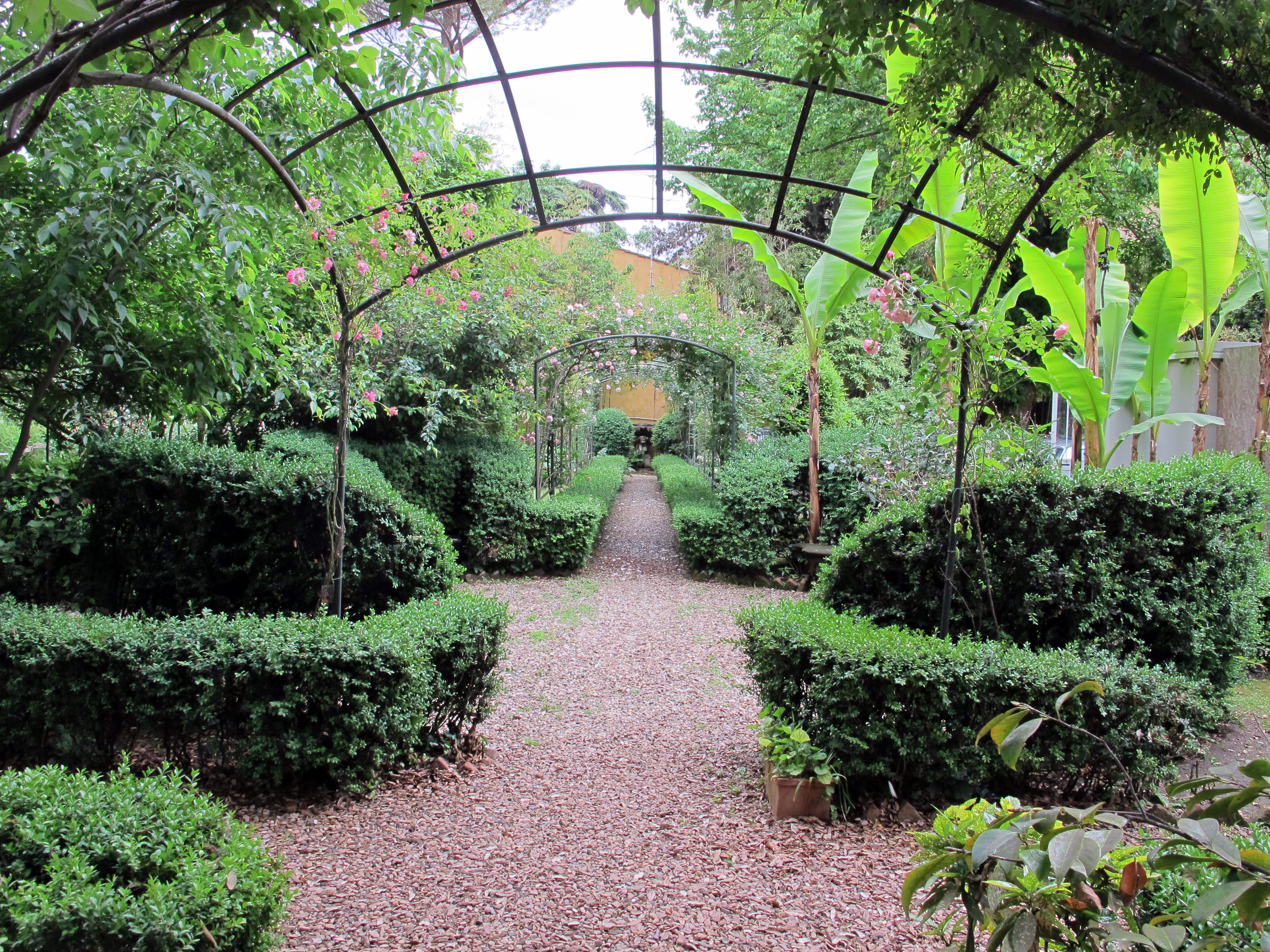
I giardini di casa Rosselli

La biblioteca del Kunsthistorisches Institut in Florenz (KHI Florenz) si trova in via Giuseppe Giusti a Firenze ed è una delle più ricche a livello italiano e internazionale per lo studio della storia dell'arte e dell'architettura italiana. L'accesso alla biblioteca è riservato agli storici dell'arte.
Situata in questa sede dal 1964, è di pertinenza del Max-Planck-Institut. Oggi, dopo aggiunte e ampliamenti, occupa due edifici unificati negli spazi interni: il Palazzo Capponi-Incontri, ai numeri 42-44-46, e la Casa Rosselli, ai numeri 38-40. Qui si trovava anticamente il convento domenicano di Santa Maria della Pietà.

## Storia

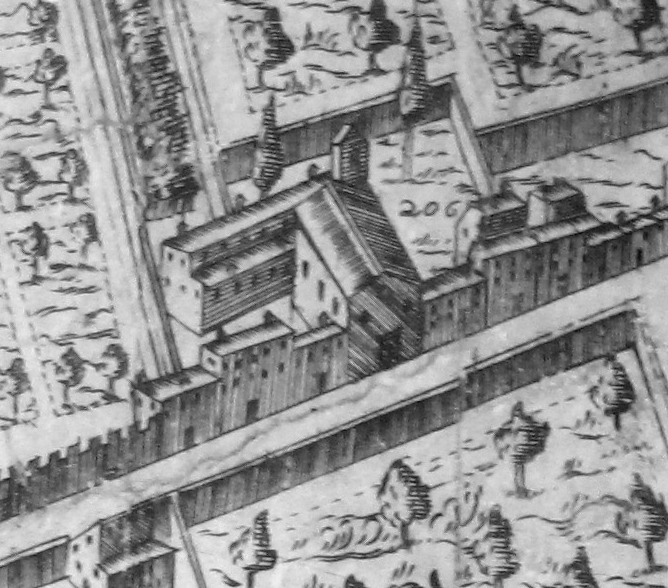
Il convento della Pietà nella carta del Buonsignori (1584-1594)

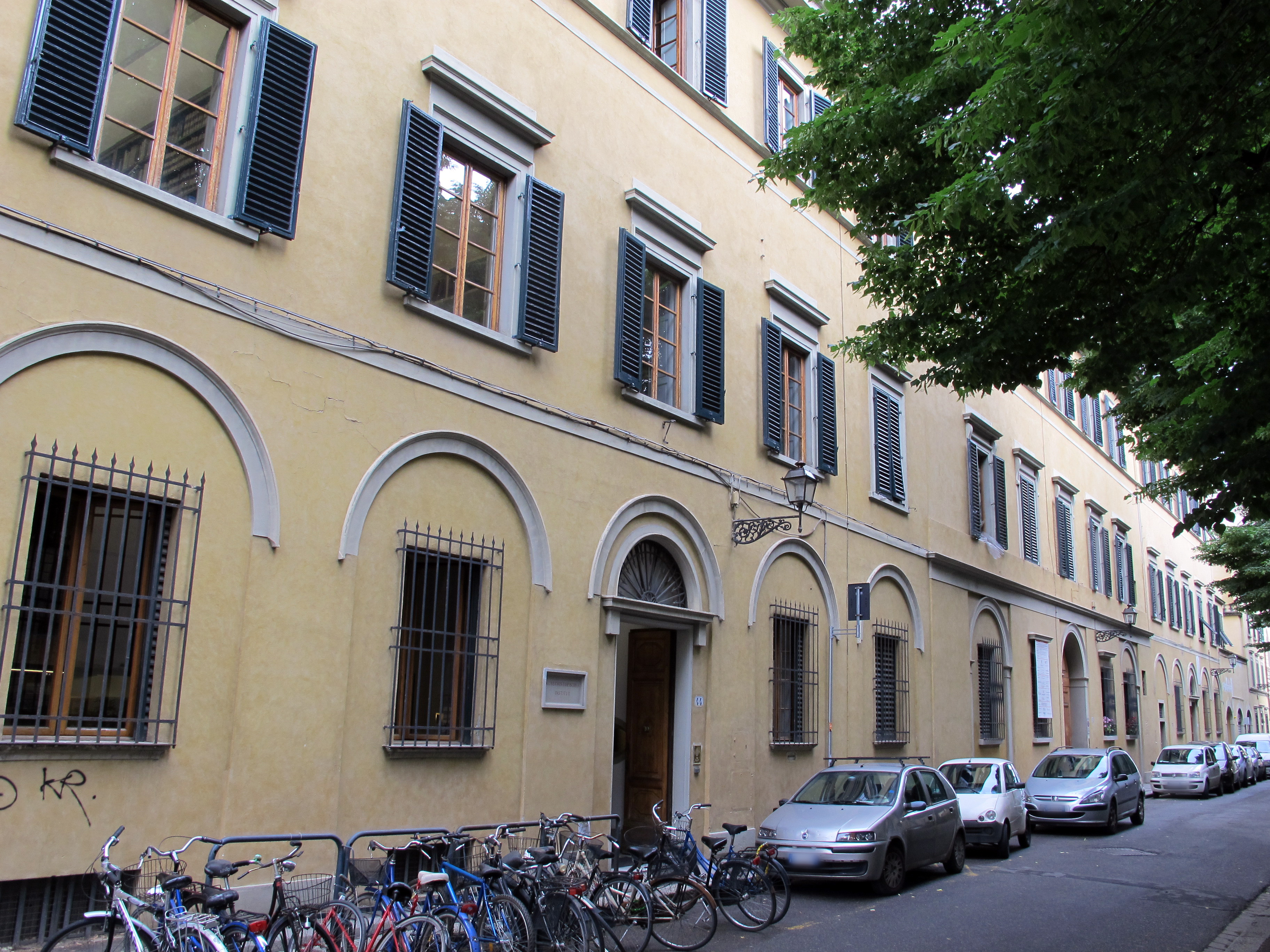
La biblioteca in via Giusti

Era in quest'area un convento di domenicane di Santa Maria della Pietà, ridotto a conservatorio nel 1786 e quindi soppresso nel 1808. Nel 1811 il complesso fu destinato a casa di correzione e nel 1813 è documentato un cantiere volto alla ristrutturazione delle preesistenze, su progetto dell'architetto Giuseppe Del Rosso. Alienato, il convento fu acquistato nel 1819 dai Capponi (per i quali rappresentava un'estensione della già ampia proprietà legata al palazzo di Gino Capponi), che subito promossero lavori per trasformarlo in ampia residenza, con la direzione affidata a Giuseppe Cacialli. È tuttavia tra il 1825 e il 1830 che il palazzo assunse l'attuale configurazione, questa volta su progetto dell'architetto Gaetano Baccani al quale è riconducibili anche il disegno della facciata.
Passato oramai agli Incontri, nel 1961 il complesso fu acquistato dalla Fondazione Fritz Thyssen per essere subito dopo ceduto all'Associazione del Kunsthistorisches Institut in Florenz, che era alla ricerca di una nuova sede risultando oramai insufficienti gli spazi del palazzo Guadagni di piazza Santo Spirito occupati dall'Istituto dal 1912. Inaugurato con l'apertura della biblioteca e della fototeca al pubblico nel 1964, nel 1972 l'istituto fu ampliato con l'acquisizione della vicina casa Rosselli.
Questo secondo edificio è legato al ricordo dei fratelli Carlo e Nello Rosselli, protagonisti della resistenza italiana al fascismo, che lo abitarono dagli anni venti agli anni quaranta del Novecento, come ricorda una targa in facciata. Nel 1972 fu acquistato dalla Fondazione Volkswagenwerk che subito dopo lo cedette all'Associazione del Kunsthistorisches Institut in Florenz, la quale aveva necessità di ampliare gli spazi della biblioteca dell'Istituto.
Tra il 1981 e il 1982 i due edifici furono oggetto di un complesso intervento di ristrutturazione e ammodernamento. Già nel '79, la porzione del palazzo Capponi-Incontri era stato restaurato dall'impresa edile Calosi & Del Mastio su progetto e direzione dei lavori dell'ingegnere Maurizio Mondelli. Nuovi lavori di restauro ed adeguamento degli spazi interni - a interessare ambedue i fabbricati - sono stati intrapresi nel 2009 e sono ancora in corso (progetto e direzione dei lavori dell'ingegnere Stefano Mazzoni Pallecchi).

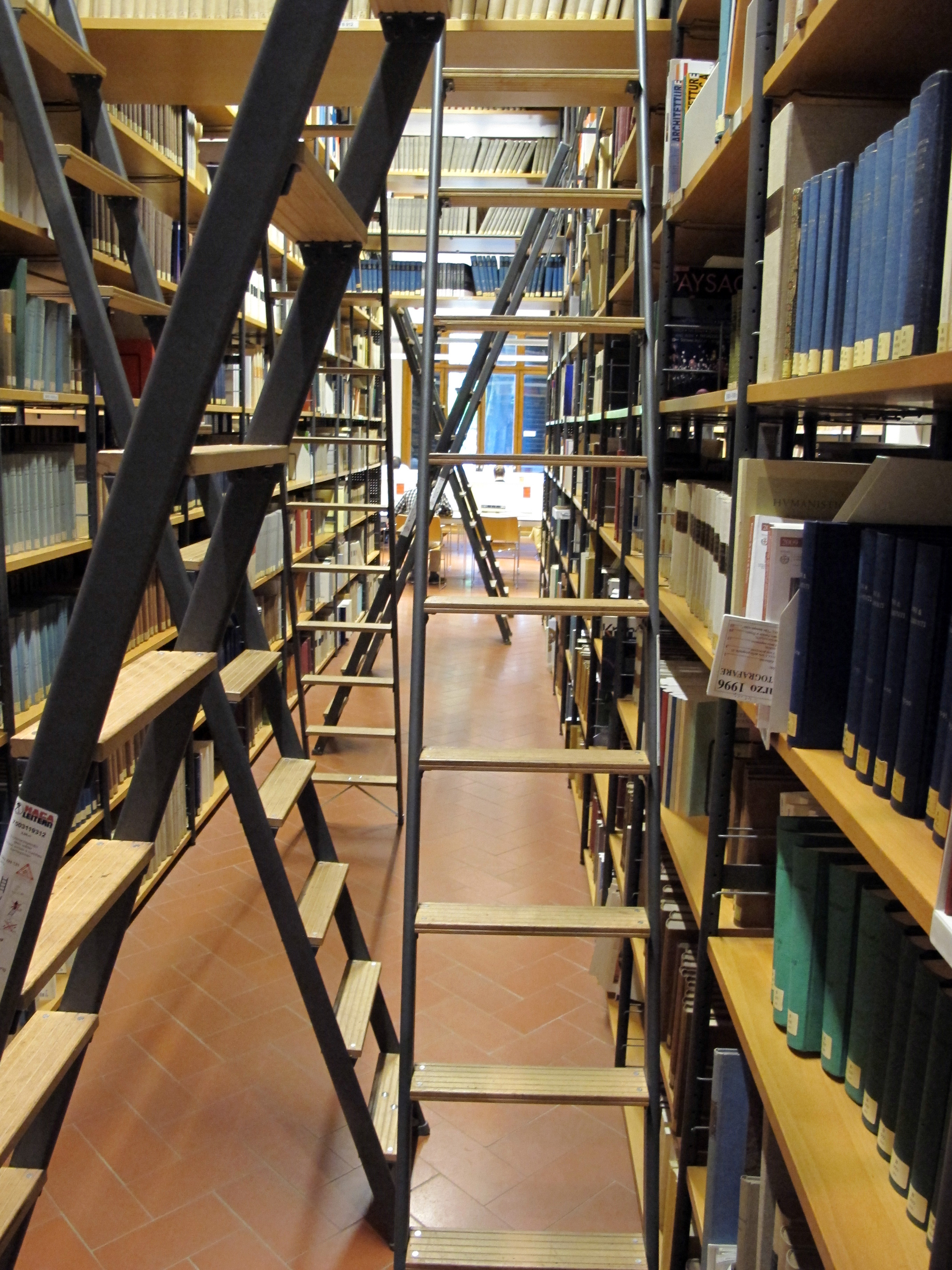
Una sala dell'emeroteca

## Descrizione
La biblioteca possiede oltre 300.000 volumi, alcuni dei quali molto rari, 940 tra periodici e riviste, e una delle più grandi fototeche al mondo sulla storia dell'arte italiana.
Il fronte sulla strada, di disegno corretto ma con connotati lontani da quelli propri di una residenza nobiliare tanto da far pensare a una dipendenza del palazzo di via Gino Capponi o a un edificio da affittare a terzi, si estende per undici assi su tre piani, caratterizzandosi unicamente per la successione di arcate cieche al terreno, all'interno delle quali si impostano le aperture delle finestre. Stesse caratteristiche di disegno presenta la casa Rosselli prima richiamata, che si estende per ulteriori cinque assi e con una linea di gronda in assoluta continuità.
Entrambi gli edifici sono dotato di giardini, confinanti.
Al 38 una lapide ricorda i fratelli Rosselli:
| Da questa casa Ove nel 1925 Il primo foglio clandestino antifascista Dette alla Resistenza la parola d’ordine NON MOLLARE Fedeli a questa consegna Col pensiero e coll’azione CARLO e NELLO ROSSELLI Soffrendo confini carceri esilii In Italia in Francia in Spagna Mossero consapevoli per diverse vie Incontro all’agguato fascista Che li ricongiunse nel sacrificio Il 9 giugno 1937 A Bagnoles de l’Orne Ma invano si illusero gli oppressori Di aver fatto la notte su quelle due fronti Quando spuntò l’alba Si videro in armi Su ogni vetta d’Italia Mille e mille col loro stesso volto Volontari delle brigate Rosselli |